# 纺锤形杯殖吸虫
纺锤形杯殖吸虫（学名：Calicophoron fusum）为同盘科杯殖属的动物。在中国大陆，分布于云南等地，营寄生生活，宿主黄牛以及寄生于瘤胃。该物种的模式产地在云南。